# 대전광역시의 지질

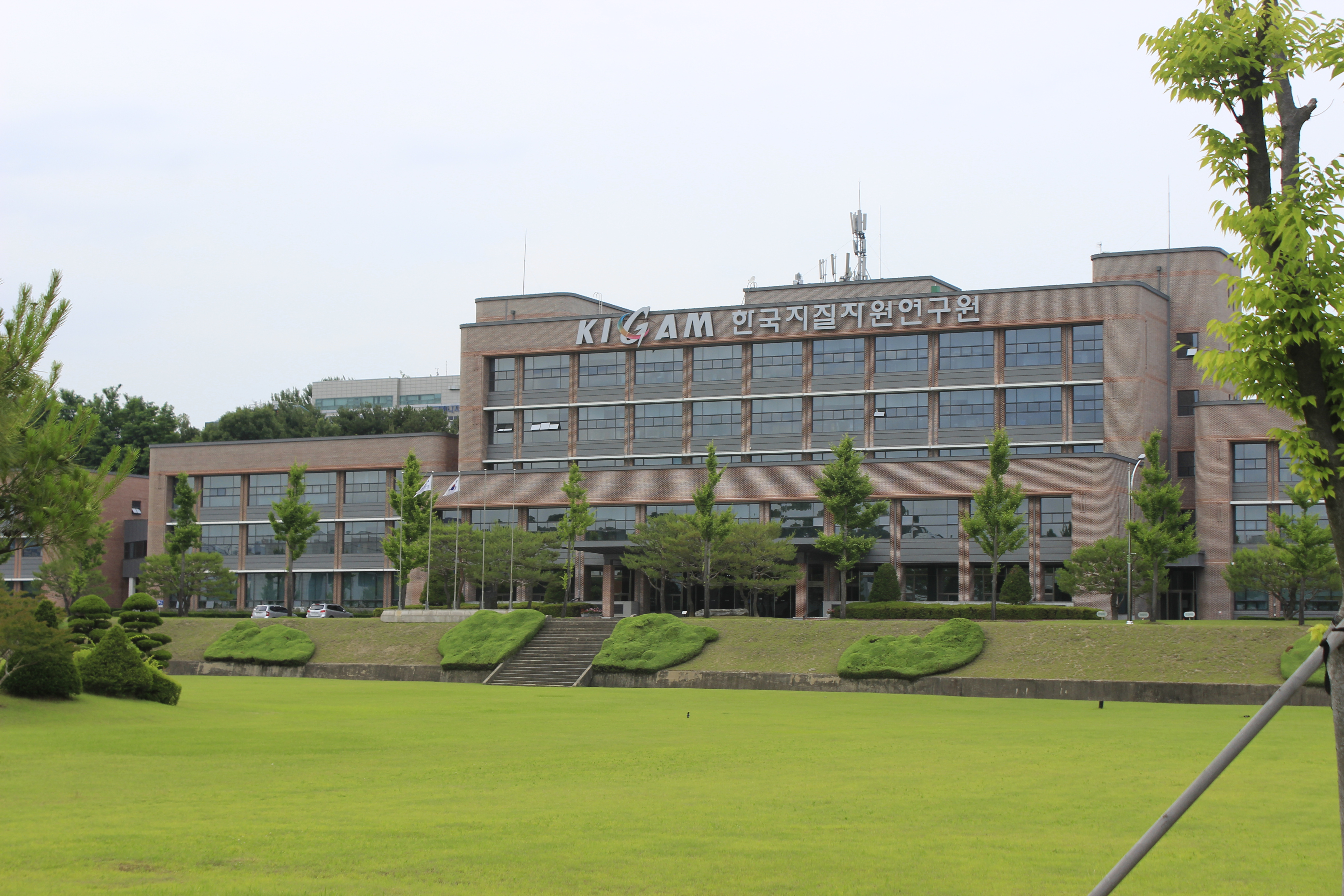
대전광역시 유성구 가정동의 한국지질자원연구원 본부. 해당 지역에는 중생대 쥐라기 화강암이 분포한다

본 문서에서는 대전광역시의 지질에 대해 설명한다.

## 개요
대전광역시는 옥천 습곡대 한가운데에 위치한다. 대전광역시 남동부에는 변성퇴적암 지층 옥천 누층군이 분포하며 대전광역시 도심 지역에는 대보 화강암에 해당하는 중생대 쥐라기의 화강암이 분포한다. 1:5만 지질도 상으로 대전 지질도폭(1980)의 북부와 유성 지질도폭(1980)의 남부에 해당한다.
대전의 동쪽 산지는 옥천 누층군의 규암과 변성암이 많이 분포되어 있고, 서쪽 산지지역은 중생대 화강암류, 맥암류와 반암류가 밀집 분포되어 있어 풍화 및 침식에 강하다. 대전 중앙부의 화강암 지역은 풍화 및 침식에 의하여 넓은 평야지대가 형성되었다.

## 옥천 누층군
옥천 누층군은 그 이름처럼 옥천군에서 이름이 유래되었으며 제천시에서 충주시, 괴산군, 보은군, 옥천군, 대전광역시, 금산군, 논산시를 거쳐 완주군에 이르기까지 분포하는 옥천 변성대의 변성퇴적암 지층이다. 대전광역시 내에서는 동구와 남구에 분포한다.
옥천 누층군은 옥천 습곡대에 발달하는 변성퇴적암 지층으로, 심한 변형 작용을 받아 화석이 거의 없고 구조적 해석이나 방사능 절대연령 측정도 어려워 아직까지도 그 형성 시기와 조선 누층군과의 관계가 명확하게 밝혀지지 않았다. 옥천 누층군의 퇴적 시기에 대해서는 선캄브리아기라는 주장과 캄브리아기 이후라는 두 가지 주장이 대립하고 있다. 충주(1965), 황강리(1965), 제천(1967) 지질도폭에서 옥천 누층군은 시대 미상의 암석으로 분류되었으나, 장기홍(1972)은 충주시의 향산리 돌로마이트질 석회암층에서 고배류(古盃類; Archeocyatha) 화석을 발견하였고 이에 따라 계명산층을 선캄브리아기로, 향산리 돌로마이트층, 대향산 규암층, 문주리층 및 창리층을 조선 누층군에 대비하였으며 이재화 외(1989)는 황강리층에서 오르도비스기에 해당하는 코노돈트 화석을 발견하여 적어도 옥천 누층군의 일부는 고생대에 해당한다는 주장도 제기되었다. 클루젤 외(1991, 1992)는 옥천 누층군과 조선 누층군의 지층들은 동일 시대의 지층으로, 두 누층군의 암상의 차이는 분지의 깊이에 따른 횡적 퇴적상의 변화(lateral equivalent)로 보았다.
| 지질시대                        | 충주 지질도폭 (1965)                         | 김옥준 (1968)                                         | 손치무 (1970) | 손치무 (1970)                                          | Reedman et al.(1973) | Reedman et al.(1973)                                  | Lee (1974)                               | Chough & Bahk (1992)                            | Lee (1995) | Lee (1995)                                   | 이민성 외 (1998)                             | 임순복 외 (2005, 06, 07)   | 최덕근 외 (2012) | 최덕근 외 (2012)                         |
| ------------------------------- | -------------------------------------------- | ----------------------------------------------------- | ------------- | ------------------------------------------------------ | -------------------- | ----------------------------------------------------- | ---------------------------------------- | ----------------------------------------------- | ---------- | -------------------------------------------- | -------------------------------------------- | -------------------------- | ---------------- | ---------------------------------------- |
| 트라이아스기                    | -                                            | -                                                     | -             | -                                                      | -                    | -                                                     | 황강리층                                 | -                                               | -          | -                                            | -                                            | -                          | -                | -                                        |
| 페름기 석탄기 데본기 실루리아기 | 문주리층 황강리층 명오리층 북노리층 서창리층 | -                                                     | 옥천층군      | 황강리층 운곡리층 서창리층 문주리층 미원층 대향산 규암 | -                    | -                                                     | -                                        | 문주리층 황강리층 한수 석회암 명오리층 북노리층 | -          | -                                            | 문주리층 황강리층 명오리층 북노리층 서창리층 | E 층 비봉층 C 층 B 층 A 층 | -                | -                                        |
| 페름기 석탄기 데본기 실루리아기 | 문주리층 황강리층 명오리층 북노리층 서창리층 | -                                                     | 충주층군      | 대향산층 계명산층                                      | -                    | -                                                     | -                                        | 문주리층 황강리층 한수 석회암 명오리층 북노리층 | -          | -                                            | 문주리층 황강리층 명오리층 북노리층 서창리층 | E 층 비봉층 C 층 B 층 A 층 | -                | -                                        |
| 오르도비스기 캄브리아기         | 조선계 고운리층                              | 조선 누층군                                           | 조선 누층군   | 조선 누층군                                            | 충주층군             | 삼태산층 계명산층 대향산층                            | 문주리층 대향산 규암 향산리 돌로마이트층 | 서창리층 계명산층 향산리 돌로마이트층 대향산층  | 덕평층군   | 명오리층 내사리층 황강리층 구룡산층 화전리층 | 고운리층 조선 누층군                         | F 층 황강리층              | -                | -                                        |
| 오르도비스기 캄브리아기         | 조선계 고운리층                              | 조선 누층군                                           | 조선 누층군   | 조선 누층군                                            | 충주층군             | 삼태산층 계명산층 대향산층                            | 문주리층 대향산 규암 향산리 돌로마이트층 | 서창리층 계명산층 향산리 돌로마이트층 대향산층  | 미원층군   | 운교리층 증평층                              | 고운리층 조선 누층군                         | F 층 황강리층              | -                | -                                        |
| 선캄브리아기                    | -                                            | 군자산층 황강리층 창리층 (서창리층+명오리층) 문주리층 | -             | -                                                      | 옥천층군             | 문주리층 황강리층 명오리층 북노리층 서창리층 고운리층 | 계명산층                                 | -                                               | -          | -                                            | -                                            | MV 층                      | 수안보층군       | 고운리층 명오리층 황강리층 문주리층      |
| 선캄브리아기                    | -                                            | 군자산층 황강리층 창리층 (서창리층+명오리층) 문주리층 | -             | -                                                      | 옥천층군             | 문주리층 황강리층 명오리층 북노리층 서창리층 고운리층 | 계명산층                                 | -                                               | -          | -                                            | -                                            | MV 층                      | 충주층군         | 대향산 규암 향산리 돌로마이트층 계명산층 |

### 창리층과 함우라늄 탄질점판암
대전 지질도폭(1980)에 의하면 창리층은 마전리층을 부정합으로 덮으며, 상부의 대덕리층에 의해 정합적으로 덮이고 대전광역시 동구 삼괴동과 세천동에서 황강리층에 의해 부정합으로 덮이며 석영반암과 화강암에 의해 관입당했다. 편암, 천매암, 사질천매암 등으로 구성되며 하부에 결정질 석회암과 석탄층 및 우라늄이 부존된 탄질점판암이 협재된다.
대전광역시 동구 하소동 만인산휴양림 (N 36°12'02.4", E 127°27'01.0")의 산책로에는 우라늄이 함유된 창리층의 탄질점판암 노두가 드러나 있다.
만인산휴양림 창리층의 함우라늄 탄질점판암 노두
- 북위 36° 12′ 01.8″ 동경 127° 27′ 09.1″ / 북위 36.200500°  동경 127.452528°
- 북위 36° 12′ 03.5″ 동경 127° 27′ 10.6″ / 북위 36.200972°  동경 127.452944°

### 대덕리층
대덕리층은 대전광역시 내에서 장안동 남부에 향사습곡 구조로 분포하며 주로 녹색 천매암으로 구성되고 규암이 협재된다. 창리층을 정합으로 덮으며 석영반암에 의해 관입당했다.

### 향산리층
대전 지질도폭(1980)에 의하면 향산리층은 대전광역시 서구 원정동, 우명동, 논산시 벌곡면 덕목리, 한삼천리, 양산리에 분포하며 흑운모편암, 천매암, 규암으로 구성된다. 지층의 주향은 북동 30° 내지 55°이며 남쪽으로 30° 내지 52° 경사하고 마전리층에 의해 덮인다.

### 황강리층
황강리층은 옥천 누층군 중에서 최상부의 지층으로 대전광역시 내에서는 동구 세천동에 분포한다. 그 동쪽의 옥천군 군북면과 군서면에서 창리층을 부정합으로 덮으며 부분적으로 반려암에 의해 관입당했다. 황강리층은 대부분이 함력천매암으로 부분적으로 퇴적상의 변화가 심한데 기질의 성분이 석회질, 니질 또는 사질로 매우 다양하다. 
역은 대부분이 석회암 또는 규암으로써 원마도가 높지만 압력에 의해 신장되어 있는 것도 있다. 역의 크기는 장경이 2~10cm, 단경 1~5cm 정도이다. 대표적인 함력천매암을 현미경하에서 관찰하면 기원퇴적암의 사질 또는 역질의 잔존구조(Relic structure)가 뚜렷하다.

### 향산리층군 흑운모-백운모 녹니석편암
향산리층군 흑운모 백운모 녹니석편암은 옥천 누층군의 일부이며 대전광역시 북동부 대덕구 황호동, 부수동, 갈전동, 이현동동, 계족산 능선부, 유성구 문지동, 원촌동 등지에 분포한다. 본 지층은 규암대에 평행하여 발달하고 흑운모 편암, 흑운모-백운모암 및 백운모녹니석편암 등으로 구성된다. 백운모 편암은 외관상 천매암과 유사한 데가 있다. 백운모의 양이 우세한 것일수록 편리가 뚜렷해진다. 현미경 하에서 주요 구성 광물인 석영은 전체의 60% 정도이고 흑운모, 백운모 및 녹니석이 나머지를 차지한다. 
흑운모-백운모 녹니석편암층은 규암층과는 정합적인 것으로 사료된다. 상부층인 석화암층과는 직접 접한 곳이 없어 이를 확인할 수 없으나 타 지역에서는 석회암이 상위에 온다. 그러나 이 편암층과 석회암층과의 관계가 정합적인 지의 여부는 미상이다. 규암층과의 관계로 보아 이 지층은 조선 누층군 묘봉층에 대비되는 것으로 추정된다.

## 시대 미상

### 변성섬록암질암
변성섬록암질암은 대덕군 산내면 침산리 일대와 대전광역시 안영동 일대에 분포한다. 옥천 누층군 변성암류를 관입했으며 조립질 흑운모 화강암에 의해 관입당했다. 대체로 괴상이나 옥천 누층군과의 접촉부로 갈수록 편리가 발달하며 곳에 따라 옥천 누층군 암석의 구조가 보존된 경우도 있다. 
흑운모, 각섬석 등의 유색광물의 함량이 많아 전체적으로 검은색이나 유색광물의 함량은 지역적 변화가 많아 색은 일정치 않다. 구성광물은 석영 5%, 사장석(안데신) 50%, 흑운모 20%, 미사장석 5%, 휘석류 및 각섬석류 15%, 자류석, 인회석, 저어콘 등이다. 휘석, 각섬석, 자류석, 흑운모 순으로 유색광물의 생성 순서를 정할 수 있는데 이는 휘석, 각섬석, 자류석을 포함하는 염기성암이 옥천 누층군을 관입한 후 옥천 누층군의 변성작용과 함께 변성작용을 받은 결과로 추정된다. 사장석 내에는 인회석이 흑운모, 각섬석 내에는 저어콘이 함유되어 있으며 이들은 모두 자형이다. 

## 중생대 쥐라기 화강암

### 흑운모 화강암
흑운모 화강암은 대보 화강암의 일종으로 대전시 남부의 보문산을 중심으로 분포한다. 편마상 화강암에 비하여 흑운모 함량이 적고 편마상구조가 드물다. 흑운모 화강암은 편마상 화강암처럼 옥천 누층군 변성암과의 접촉부로 갈수록 편마상 구조가 나타나며 혼성암화하는 것으로 보아 편마상 화강암과는 동일 시기에 형성된 것으로 추정된다. 본 암석 내에는 변성섬록암이 소규모로 포획되어 산재하기도 한다.
화강암류는 반암에 비하여 풍화에 약한 때문에 계곡 혹은 저지대를 형성하고 있다. 조립질의 석영, 장석 등은 화강암이 분포하는 지역의 충적층이 주로 강모래로 된 사질토양을 형성시켰다.

### 편마상 화강암
대전 지질도폭의 편마상 화강암 또는 유성 지질도폭의 편상 화강암은 대전광역시 도심부에 분포한다. 편마상 화강암은 관암산으로부터 대전광역시 판암동, 용운동 일대에 분포한다. 편마상 화강암의 편리 방향은 옥천 누층군의 분포 방향과 같은데 이들이 옥천층군 암석이 쥬라기의 동조산성(Syntectonic)인 화강암의 관입시에 화강암화작용에 의하여 형성되었음을 지시한다. 이 암석과 복운모 화강암은 동일 마그마로부터 유래된 것으로 대전 지질도폭에서는 점이적인 관계를 갖는 것으로, 유성 지질도폭에서는 관입 관계로 해석하였다. 그리고 홍색 장석 화강암 및 산성암맥류에 의하여 관입당했다. 특히 갑하산 동쪽과 도폭 서남단의 계산리 부근에서는 복운모 화강암 중에 대소의 편상 흑운모 화강암의 포획암들이 무수히 포함되어 있다. 
대전 지질도폭에 의하면 현미경 하에서 본 암석은 석영 30%, 사장석 35%, 미사장석 5～15%, 퍼사이트 및 미르메카이트 15%, 흑운모 5～15%, 그 외에 자철석, 적철석 및 저어콘등으로 구성된다. 유성 지질도폭에 의하면 중립질이며 반상구조가 현저한 것이 특징이다. 현미경 하에서 이 암석은 석영, 사장석, 미사장석, 흑운모를 주로 하고 저어콘 인회석 모나자이트를 수반한다. 이차적 광물로는 녹이석, 녹염석이 보편적으로 함유되어 있다. 일부의 암석에는 소량의 퍼어다이트와 백운모가 함유되어 있음도 관찰된다.

### 복운모 화강암
복운모 화강암은 대전광역시 유성구 일대에 넓게 분포하는 암석이다. 본 암석은 홍색장석화강암, 세립홍색장석화강암 및 그래노파이어 등의 맥암류에 의하여 관입당했다. 육안으로 보아 중립 내지 세립질이다. 이 암석 중에는 암맥 또는 렌즈 형태의 페그마타이트(Chamber pegmatite)의 발달이 현저하다. 특히 대덕군 회덕면 와동리 지역에는 암석 내에 밀집된 페그마타이트 군집을 관찰할 수 있다. 맥폭은 대개 5 m 미만이다. 육안으로 보아 흑운모가 백운모에 비하여 압도적으로 많으나 페그마타이트가 밀집발달한 지역에서는 암질은 중립질도 되며 백운모의 함량이 증가하는 경향을 갖는다. 주요 구성광물은 석영, 사장석, 미사장석 및 흑운모이고 소량의 백운모와 저어콘, 인회석 등을 수반한다.

## 중생대 백악기

### 그래노파이어
그래노파이어(Granophyre)는 대전광역시 유성구 서부의 성북동, 금수봉(530 m), 도덕봉(535 m), 갑하산 지역으로 이어지며 평행한 암맥군을 형성한다. 이들 암맥의 폭은 1~20 m 정도이다. 암맥의 연장은 주향 방향으로 15 km 이상 추적된다. 이 암맥은 세립홍색장석화강암을 제외한 모든 암석을 관입하며 도덕봉 부근에서 세립홍색장석화강암으로 점이한다.

### 석영반암
석영반암은 대전광역시 유성구 세동의 조개봉(340 m)~관암산(526 m), 약사봉(294 m)~백운봉(535 m), 유성구 위왕산~국봉산~산장산(265 m)~빈계산(413 m), 서구 정림동~월평동 지역에서 그라노파이어와 함께 남-북 내지 북서 10°  방향으로 관입해 있는 유백색 내지 담홍색의 석영반암이다. 그라노파이어와 점이적 관계를 가진다. 지역에 따라 암상의 변화가 심하여 규장암으로 되며 어느 곳에서는 유상구조를 잘 나타내는 층상으로 변하기도 한다. 반심성암류 중 최후에 분화된 것으로 보이며 화강암 내에 1~2 m 폭으로 소규모로 관입한 산성암맥류는 모두 이 암석에 해당한다. 화강암을 세맥상으로 무수히 관입한 곳에서는 석영반암의 절리면을 따라 화강암이 관입을 한 것처럼 보이나 석영반암에 발달한 유상 구조, 냉각 절리 등은 석영반암이 화강암의 절리를 따라 관입한 것을 지시한다. 석영(30%), 정장석 및 미사장석(30%), 사장석(30%), 흑운모(5%) 등으로 구성된다.

### 석영맥
대전 지질도폭에는 석영맥이 기재되어 있는데 석영맥의 형성 시기는 2기로 구분된다. 화강반암의 분화 말기에 페그마타이트와 함께 형성되어 관입한 전기 석영맥과 그라노파이어 및 석영반암 등 반심성암류의 관입 후에 관입한 후기 석영맥이다. 전자의 형성 시기는 쥐라기 말로 볼 수 있으며 복운모 화강암 내에 소규모로 불규칙하게 산재한다. 후자는 진령면 성북리 일대에 남-북 주향으로 폭 20 m, 연장 1.5 km 정도로 발달하며 그밖에 성북리 새뜸, 도안리 승적고개 북쪽 등지에서 석영반암 및 그라노파이어를 대체로 남-북 주향으로 관입한다. 이들은 하나의 석영맥대 내에 수개의 석영 암맥들이 있으며 자철석, 황철석 등의 금속 광물을 수반한다.

### 반려암
반려암은 대전광역시 동구 세천동과 삼정동 일대에 북동 20° 방향으로 발달하며 옥천 누층군과 편마상 화강암의 접촉부에서 400 m 폭으로 관입해 있고 두 암석이 포획된 곳도 있다.

## 같이 보기
- 한국지질자원연구원
- 한국의 지질
- 옥천 누층군
- 대보 화강암
- 옥천군의 지질
- 금산군의 지질
- 공주시의 지질
- 논산시의 지질
- 영동군의 지질
- 청주시의 지질
- 대구광역시의 지질
- 부산광역시의 지질